# Cuina d'un vaixell

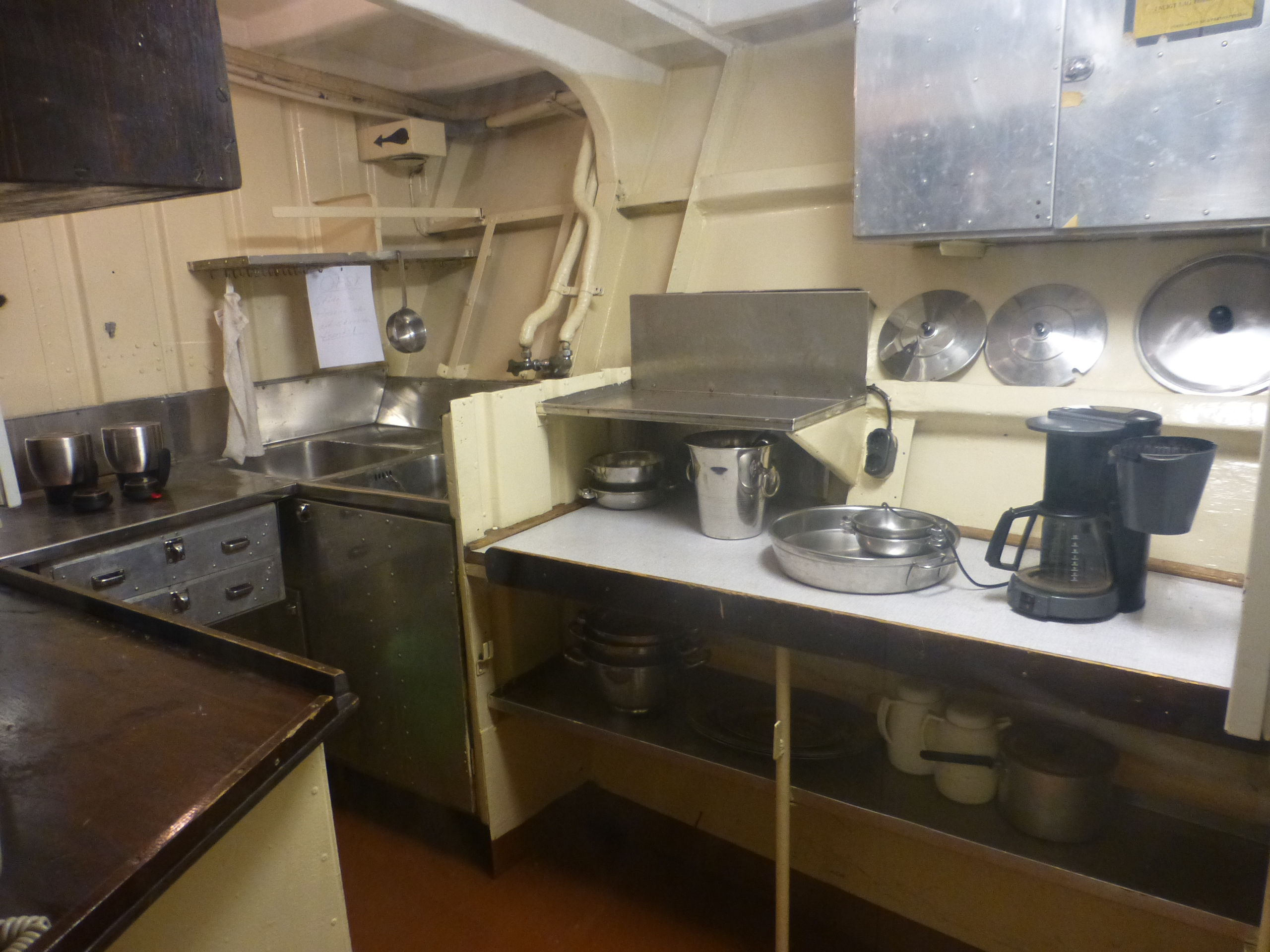
Cuina en un vaixell modern.

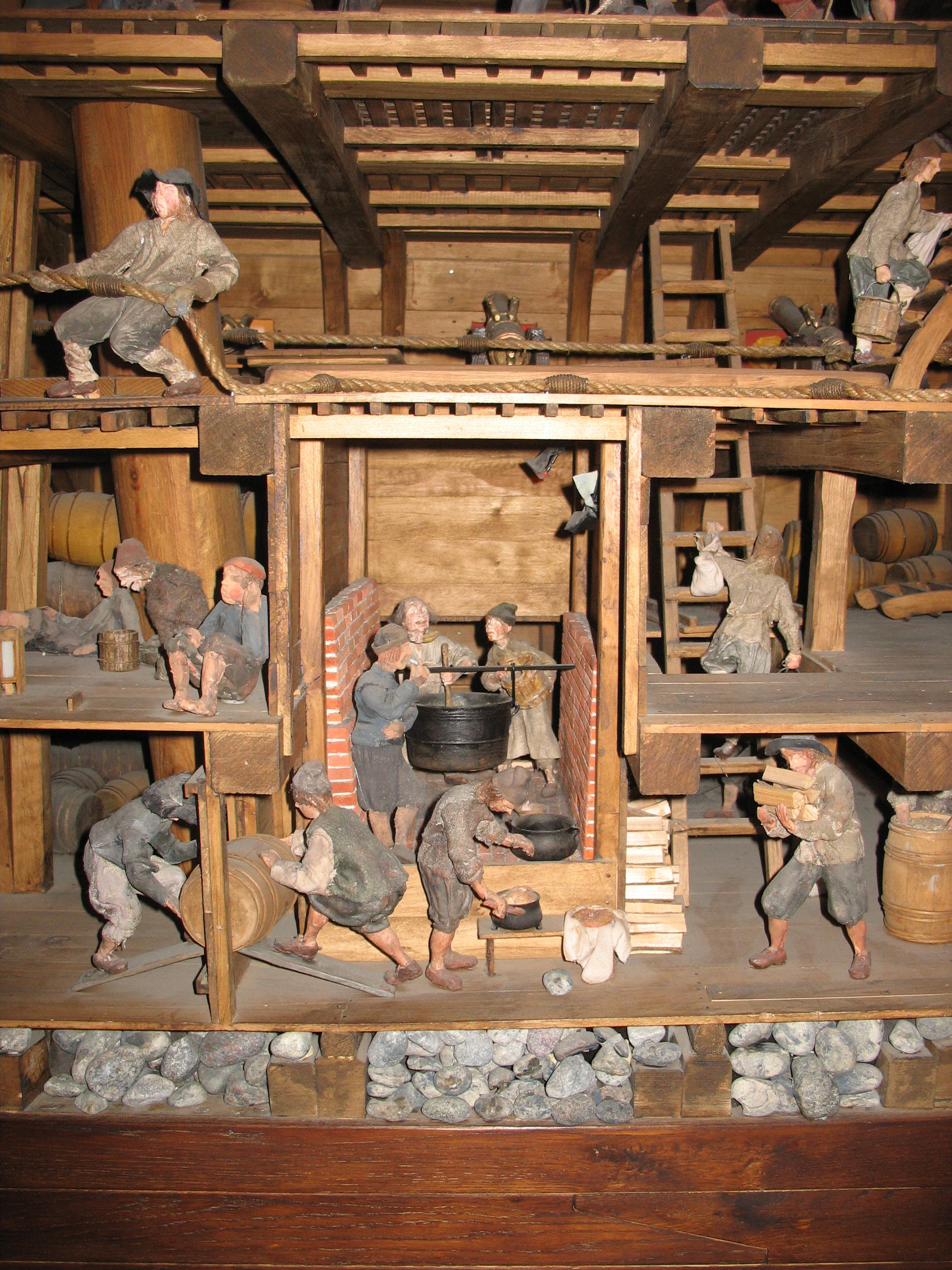
Representació de la cuina interior del Vasa, vaixell de guerra suec.

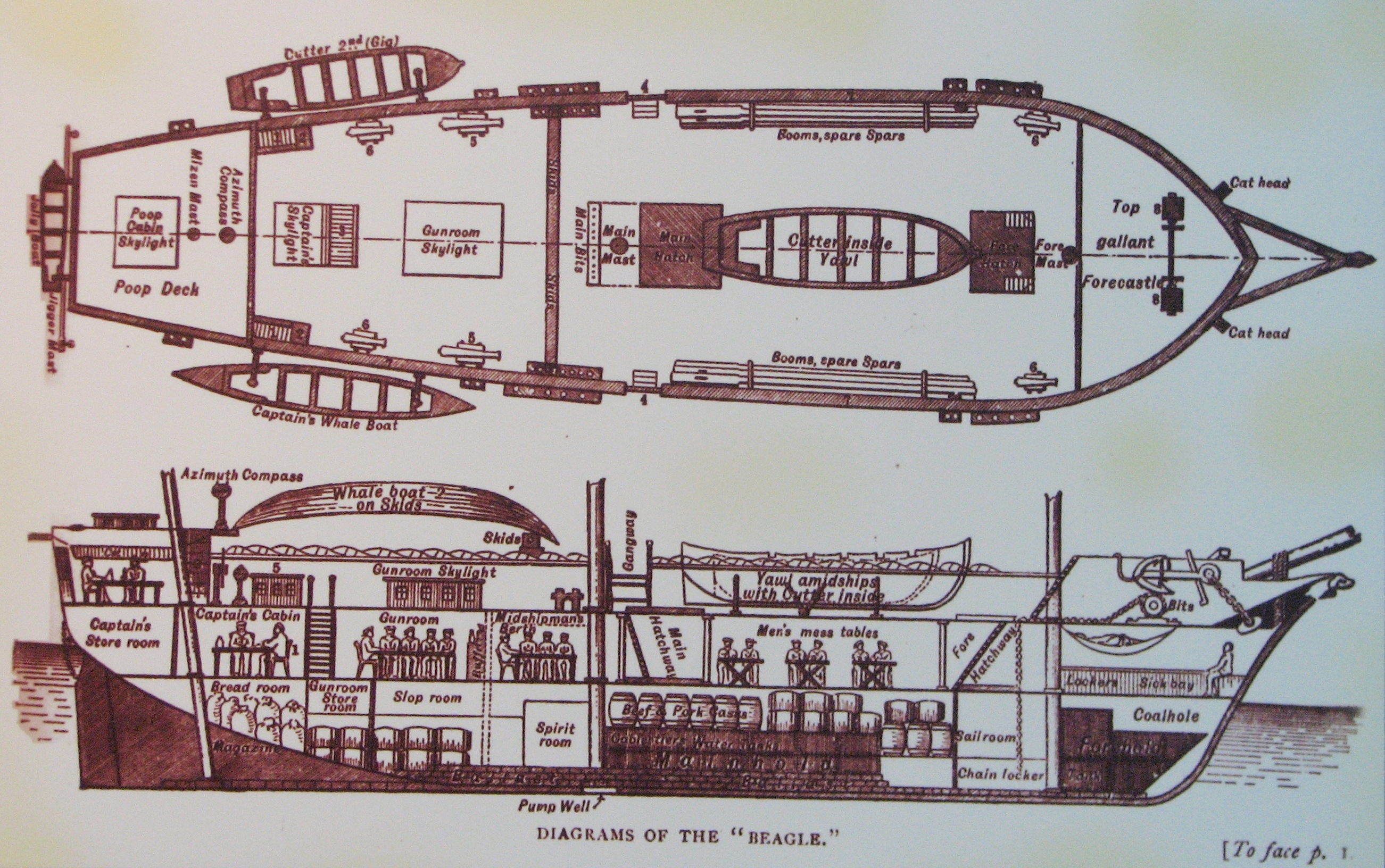
HMS Beagle. Vegeu els espais destinats a magatzem. L'any 1831 fou instal·lada una cuina Frazer (patent de 1822) amb forn.

Un dels aspectes més importants en les navegacions llargues és la cuina d'un vaixell. En èpoques antigues, quan l'alimentació era escassa i desequilibrada, la possibilitat de menjar calent ajudava a mantenir la salud dels tripulants i la seva predisposició a realitzar les tasques encomanades.
La història de la cuina dels vaixells pot dividir-se en els quatre períodes següents:
- fogons i cuina sobre coberta
- fogons i cuina sota coberta
- amb refrigeració a bord
- amb congelador a bord

Amb independència de la classificació anterior, l'estudi del tema es pot reduir a analitzar dos aspectes separats (tot i que estan molt relacionats entre si):
- la cuina pròpiament dita (fogons, forns, graelles…)
- els espais destinats a guardar els aliments.

Una visió ecològica hauria de tenir en compte el tractament dels residus produïts.

## Espais per a guardar els aliments

### Espais tradicionals

#### Cambres d'una galera
Les galeres tradicionals eren vaixells tancats, amb una coberta que protegia la cala o bodega. Hi havia unes quantes escotilles amb les escales corresponents per a accedir a l'interior. L'interior del buc estava dividit en diverses cambres aïllades (Segons Pantero Pantera hi havia sis cambres separades. Segons un autor francès dels segle xix, les cambres eren onze).
- L'obra Les derniers jours de la marine à rames par le vice-amiral Jurien de La Gravière (1885) indica una bodega d'una galera distribuïda en onze cambres. I inclou un gravat amb la secció d'una galera. (Aquesta obra pot consultar-se a Gallica).

| Nom de la cambra | Català                                    | Funció                                                                 |
| ---------------- | ----------------------------------------- | ---------------------------------------------------------------------- |
| 1                | Cambrot del capità                        |                                                                        |
| 2                | Cambra de popa (amb escandelaret)         |                                                                        |
| 3                | Escandelar                                | A vegades hom hi guardava algunes bótes de vi                          |
| 4                | Cambra del companatge                     | Rebost de formatge, carn salada, peix salat, llegums, oli, vinagre,... |
| 5                | Pallol, pallol del pa, pallol del bescuit | Bescuit, cereals, farina, llegums (faves)                              |
| 6                | Pallol de la pólvora, santabàrbara        |                                                                        |
| 7                | Cambra del mig                            |                                                                        |
| 8                | Cambra de les veles                       |                                                                        |
| 9                | Cambra d'eixàrcia                         |                                                                        |
| 10               | Cambra del barber o cirurgià              |                                                                        |
| 11               | Cambra de proa                            | Carbó                                                                  |

### Espais moderns
Els vaixells moderns de dimensions importants no tenen limitacions d'espai per que fa a la necessitat de guardar aliments.

#### Neveres i cambres frigorífiques
La possibilitat de guardar algunes menes de queviures a temperatures baixes ha determinat que la presència de cambres frigorífiques sigui (gairebé) una pràctica universal en els vaixells moderns.

#### Congeladors
L'ús de congeladors per a emmagatzemar aliments congelats és habitual en vaixells grans i no tan freqüent en vaixells petits.

## Fogons

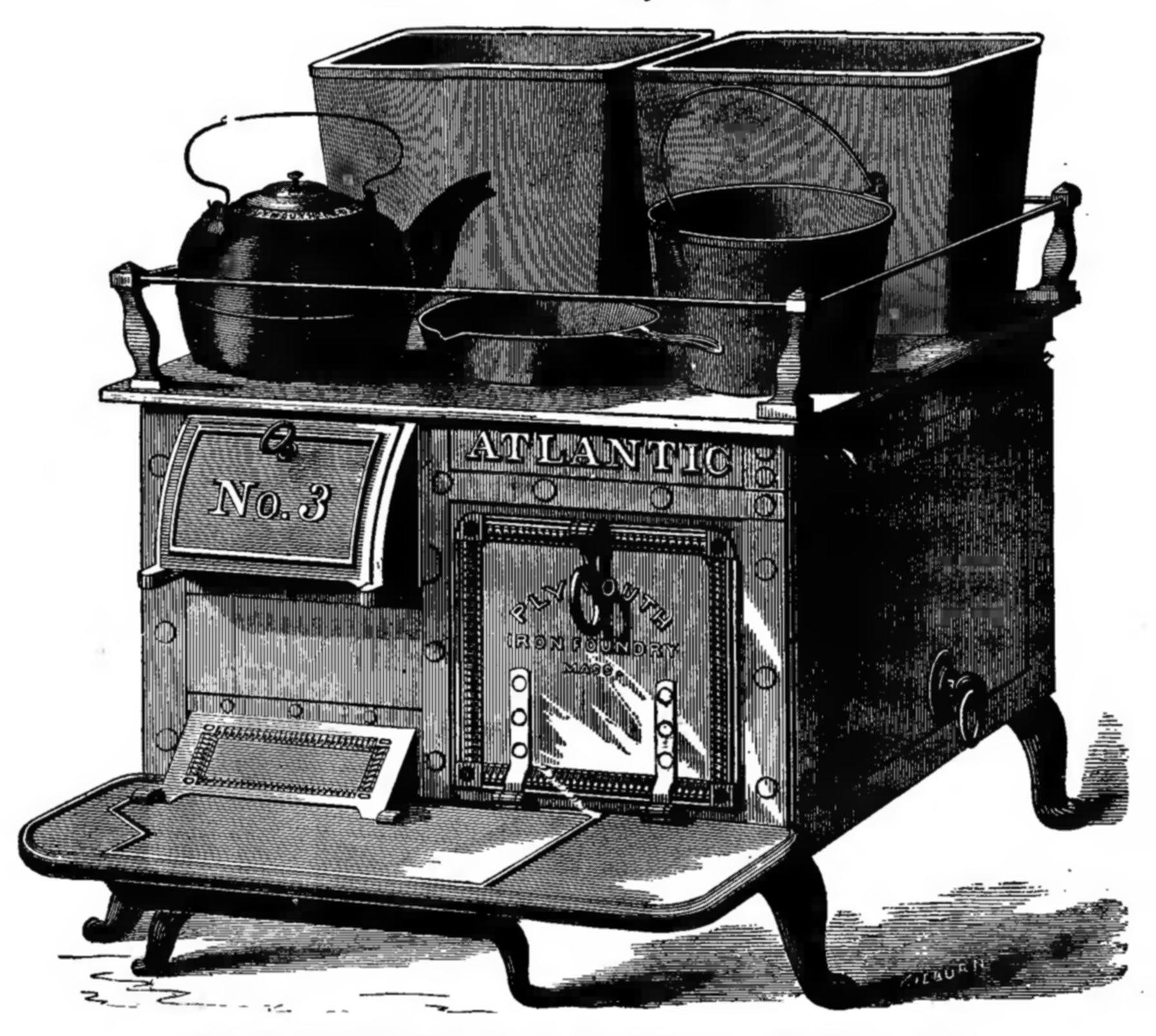
Cuina econòmica de ferro colat per a vaixells. Anunci de 1891.

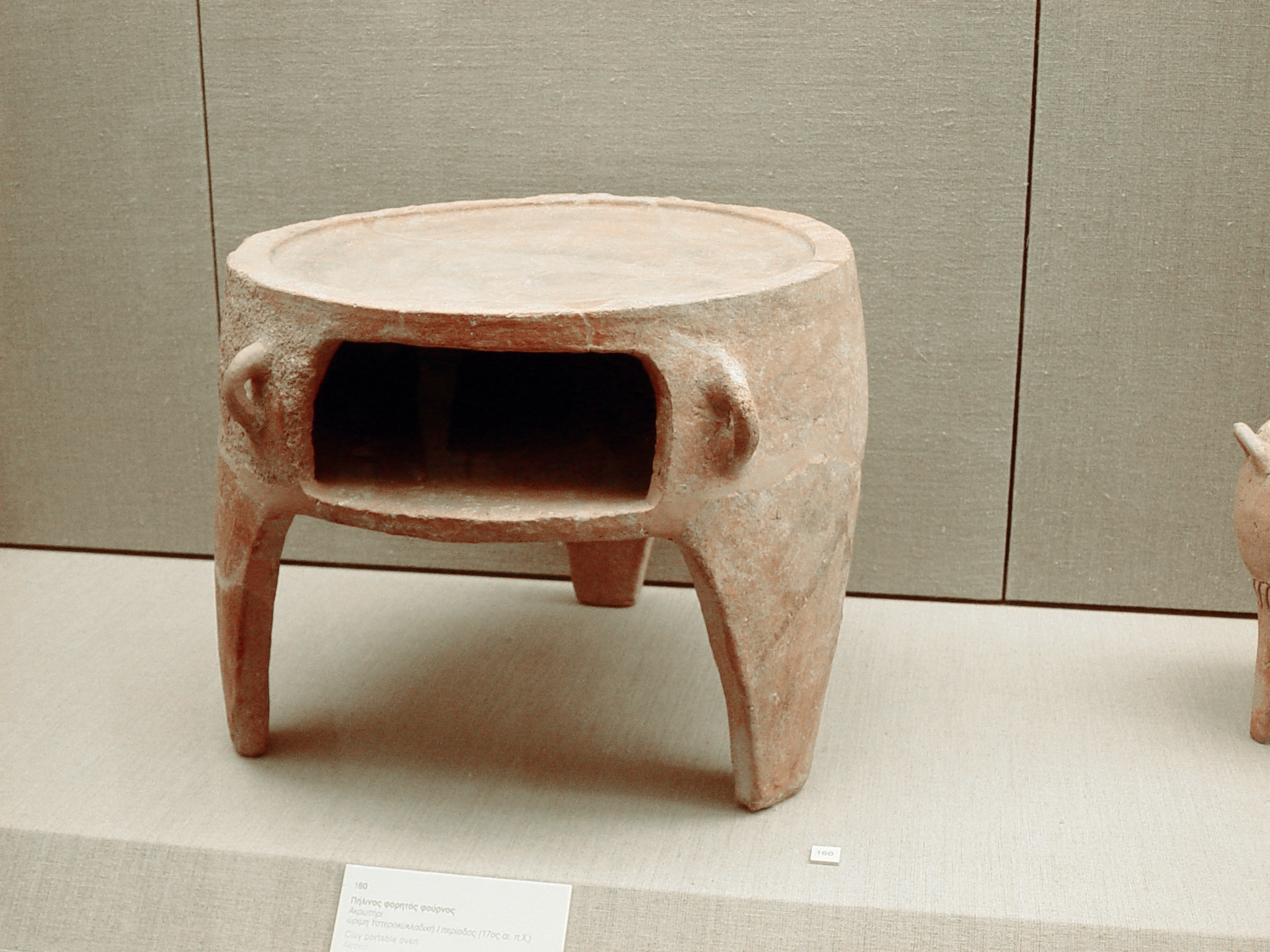
Fogó-forn grec de terrissa portàtil. Segle aC.

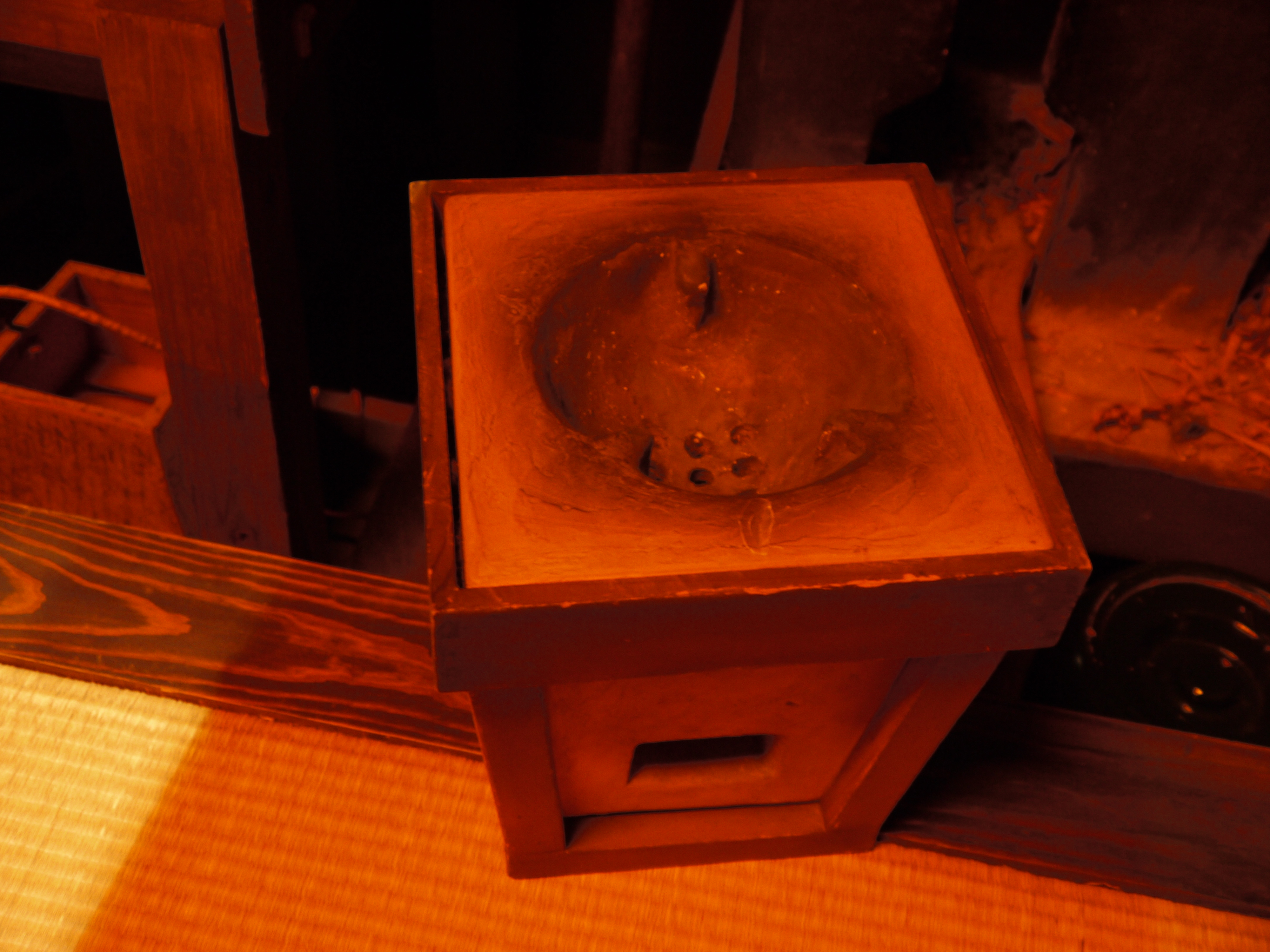
Shichirin. Fogó portàtil japonès, per a carbó vegetal, del període Edo. Museu Fukagawa Edo.

El fogó, en els vaixells, té el mateix significat que a terra ferma. Es tracta d'un fogar que permet fer foc, cremant un combustible adequat, disposat per a rebre diversos atuells per a cuinar.
Durant segles, els fogons marins anaven associats a la mobilitat. Es tractava de dispositius mobles, més o menys portàtils, que reposaven sobre la coberta del vaixell. (En un dels diccionaris de referència hom identifica “fogó de barca” amb una “cuina portàtil”). Hi ha fogons i forns portàtils, de terrissa, conservats de l'època de la Grècia clàssica.
- En època medieval i posteriors hi ha molts exemples de fogons per a la llar portàtils. Com a equipament únic o auxiliar en les cuines.[5]
- La fixació era molt important. Els fogons havien d'anar ben ferms sobre el vaixell. De manera a resistir els vents forts o eventuals cops de mar sobre coberta.
  - Hi ha documentats casos de fogons arrencats per vents huracanats.[6]
- La mateixa presència dels fogons i del foc en vaixells de fusta era un perill constant i ben conegut. En vaixells d'una certa importància, amb tripulacions sotmeses a una disciplina, el fogó s'apagava a la posta de sol i no es tornava a encendre fins a l'alba.[7]
- El fogó podia adoptar formes diverses.[8][9][10] Els fogons més grans anaven sobre una planxa metàl·lica que els separava de la coberta de fusta i sobre una capa gruixuda de sorra per aïllar la calor del foc. A més del cuiner i els ajudants (o de tripulants autoritzats a cuinar personalment el seu menjar o el d'altres persones) hi havia un responsable de vigilar la contenció del foc. Com a mesura de seguretat addicional hi havia un parell de galledes plenes de sorra per a apagar eventuals incendis provocats prop del fogó.[11]
- Generalment els fogons anaven coberts per un envelat i protegits del vent per una pantalla o pantalles adaptables.[12]

### Localització
La posició que ocupava el fogó depenia del tipus de vaixell considerat.
- El fogó d'una galera dels segles XVI- XVII estava situat a la banda de babord (esquerra) i ocupava l'espai d'un rem. Així, una galera de 51 rems armava 25 rems a babord i 26 a estribord. Pel que fa a la situació longitudinal anava situat a proa de l'arbre mestre o major. Alguns documents indiquen les dimensions de la caixa del fogó: 8 x 4 peus i 8 polzades d'alçària. La caixa estava feta amb taulons de fusta d'alzina de 2 polzades de gruix i plena de terra (“argile” en l'original francès, un manuscrit de 1619).[13][14]

### Casos de mal temps
Quan les condicions de navegació eren massa dolentes, per mar (ones) o vents excessius, el fogó no s'encenia. A vegades durant molts dies. No es podia cuinar i calia menjar fred.

### Models diversos de fogons
Hi ha estudis sobre els models de fogons, cuines o forns patentats i comercialitzats per al seu ús a bord dels vaixells.

## Combustibles per a cuinar

### Llenya
Durant segles la llenya fou el combustible bàsic i imprescindible per a cuinar a bord dels vaixells. Es tractava d'un producte relativament econòmic (quan es carregava al port de sortida del vaixell) i que es podia aconseguir, a vegades, de forma senzilla i gratuïta en ruta fent una escala a terra ferma.
Els inconvenients de la llenya eren molts: ocupava molt d'espai en un vaixell, feia fum i el seu rendiment era molt baix (El fogó estava disposat a l'aire lliure i exposat als vents. Les olles i altres estris sovint estaven allunyats de la font de calor).
- Una llar de foc, o un fogó de vaixell, que cremi llenya produeix brases que poden aprofitar-se per a cuinar. Les brases no consumides poden ser apagades i aprofitades posteriorment. Un foc de llenya pot ser una manera de produir carbó vegetal complementari in situ. Aquest sistema era practicat per molts forners i en moltes llars familiars.[19]

#### Cuinar amb llenya en l'actualitat
El problema de cuinar amb llenya en els vaixells antics s'assembla molt al problema de cuinar amb llenya en l'actualitat. Més de 3.000 milions de persones cuinen amb llenya. Sovint amb llars de foc ineficients o fogons poc eficients. El simple fet de menjar calent suposa un greu problema de desforestació.

### Carbó vegetal
Els fogons de carbó vegetal portàtils eren coneguts arreu en l'antiguitat. A Egipte, a Grècia, a Roma… El carbó vegetal és més car que la llenya, però el seu rendiment és (o pot ser) superior al d'aquesta si es fa servir un fogó adequat. El volum d'emmagatzematge és inferior al de la llenya.
- Acumulat en grans quantitats en la bodega d'un vaixell pot encendre’s per combustió espontània.[21]

No està documentat l'ús probable de fogons de carbó vegetal en vaixells antics per a cuinar. La seva utilització en fogons de vaixells fou significativa a partir del segle xix. Altres menes de carbó (carbó de coc, carbó mineral…) tingueren una importància semblant per a cuinar, abans dels vaixells de vapor.

### Fogons portàtils
Els fogons portàtils de carbó vegetal foren coneguts des de temps molt antics i, probablement, emprats a bord dels vaixells. Combustibles com el  querosè, l'esperit de vi i els gasos liquats a pressió facilitaren la cocció dels aliments. El procés d'encendre aquests combustibles és més fàcil i ràpid que l'encesa dels fogons amb combustibles sòlids.

## Vaixells moderns
A partir de la Segona Guerra Mundial, és possible resumir l'estudi de les cuines dels vaixells en dos grans grups, atenent al seu desplaçament.

### Vaixells de gran tonatge

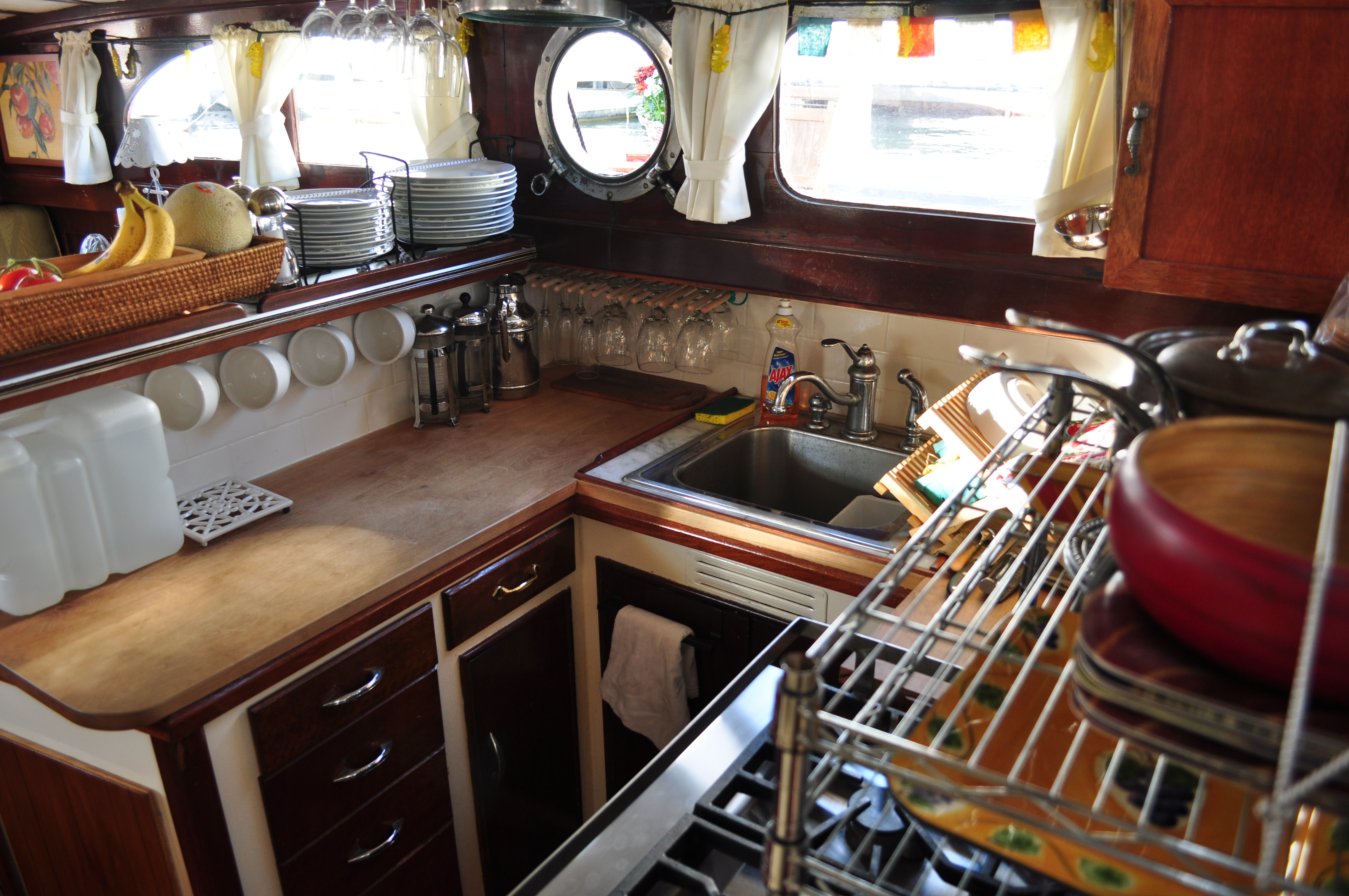
Cuina d'un iot de 1948.

Els vaixells de gran tonatge no tenen problemes d'espai ni d'estalvi d'energia (dins d'uns límits raonables). Les seves cuines i magatzems de queviures poden igualar les condicions de les millors instal·lacions terrestres.

### Vaixells de petit tonatge
En els vaixells de petit tonatge, professionals o de lleure, l'espai limitat obliga a una cuina de dimensions reduïdes. També el frigorífic té una capacitat limitada. Sovint, no és possible disposar d'un congelador.

#### Moviments del vaixell
Els vaixells petits, amb mala mar, estan sotmesos a moviments violents (i, a vegades, inesperats). Els fogons d'algunes cuines disposen de sistemes de bloqueig de les olles i de muntatges amb suspensió que milloren l'estabilitat dels estris sobre el foc, procurant mantenir una superfície de treball horitzontal. En molts casos això no és possible i cal renunciar a menjar calent.

## Documents
- 1547-1550. Stolonomie.[24][25] (Vegeu Alimentació en els vaixells).
- 1616?[26]
- 1618. En el Volum 5 dels Dietaris de la Generalitat de Catalunya, hi un Inventari de la galera Patrona de Cathalunya.[27]
  - Aquest document dona molts detalls sobre la construcció i la terminologia d'una galera (pàgina 1468).